# Вилнари
Вилна́ри (болг. Вълнари) — село в Шуменській області Болгарії. Входить до складу общини Никола-Козлево.

## Населення
За даними перепису населення 2011 року у селі проживали 1549 осіб.
Національний склад населення села:
| Національність   | Кількість осіб | Відсоток |
| ---------------- | -------------- | -------- |
| турки            | 1120           | 79,5%    |
| цигани           | 75             | 5,3%     |
| болгари          | 38             | 2,7%     |
| інша             | 0              | 0%       |
| не визначились   | 176            | 12,5%    |
| Всього відповіли | 1409           |          |

Розподіл населення за віком у 2011 році:
Динаміка населення: